# Парк-музей „Шипка“
Вижте пояснителната страница за други значения на Шипка.
Парк-музей „Шипка“ е музей на открито, част от Национален парк-музей „Шипка-Бузлуджа“, в източната част на Шипченската планина.
Посветен е на героичната епопея на Шипченската битка (с 3 сражения край връх Шипка) за контрол на Шипченския проход през периода юли-септември 1877 г. по време на Руско-турската война (1877-1878).
Представлява комплекс от 26 паметника, възстановки на позиции, батареи и землянки на площ от 120 хектара. Централно място заема внушителният Паметник на свободата на връх Шипка (Столетов, Свети Никола). Маркирани са позициите на българското опълчение и на руските войски, защитавали Шипченския проход по време на Руско-турската война (1877 – 1878).
Първите паметници са руски и са построени през 1878 – 1881 г. Българските паметници на бойното шипченско поле са на 3-та и 5-а опълченски дружини (1910 г.) и Паметникът на свободата, открит през 1934 г. на връх Свети Никола (днес връх Шипка).
Музеят е включен в списъка на Стоте национални туристически обекта на Българския туристически съюз под № 93.
През 2010 г. с постановление на Министерския съвет Националният парк-музей Шипка е изключен от списъка със стратегически обекти, които се охраняват от МВР, считано от 23 юли 2010 г. Посочената причина е „финансови затруднения“. Охраната вероятно ще се поеме от частна фирма.

## Галерия
- Барелеф при централния паметник
- Паметник на имп. Александър II
- Братска могила на руски воини
- Братска могила на руски воини
- Урна за вечен огън
- Паметникът на свободата на връх Шипка